# Medaille ter Herinnering aan Frederik VIII
De Medaille ter Herinnering aan Frederik VIII (Deens: "Frederik VIII´s mindemedaille" of "Kong Frederik den Ottendes Mindemedalje"), werd op 10 juli 1912 ingesteld door Koning Christiaan X van Denemarken.
Deze Deense onderscheiding was bestemd voor het militair personeel dat bij 's-Konings begrafenis en het transport van zijn stoffelijk overschot op wacht stond. Er werden 69 medailles toegekend.
De ronde zilveren medaille heeft een diameter van 28 millimeter. Op de voorzijde is de overleden koning afgebeeld met het rondschrift "FREDERICVS VIII REX DANIÆ". Op de keerzijde staat een kruis met de data 3 juni 1848 en 14 maj 1912 binnen de gebruikelijke eikenkrans.
De 10 gram zware medaille werd aan een rood lint met een ingeweven wit kruis op de linkerborst gedragen. Er zijn medailles bekend die met een beugel aan het lint werden bevestigd.